# Klaas-Erik Zwering
Klaas-Erik Zwering (Eindhoven, 19 mei 1981) is een voormalig Nederlands zwemmer. Hij won een zilveren medaille bij de Olympische Spelen van 2004, als lid van de estafetteploeg op de 4x100 meter vrije slag.
Zwering werd in Eindhoven jarenlang getraind door succescoach Jacco Verhaeren. In 1999 haalde hij bij de Europese Jeugdkampioenschappen in Moskou een bronzen medaille op de 100 meter 
rugslag.

In datzelfde jaar veroverde hij, als lid van de estafetteploeg op de 4x100 meter wisselslag, de gouden medaille bij de Europese kampioenschappen langebaan (50 meter) in Istanboel. Vanaf 2001 legde hij zich meer en meer toe op de vrije slag en liet hij, bij gebrek aan succes, de rugslag voor wat die was.
De tweede plaats op de Olympische Spelen van 2004 was meteen zijn laatste wapenfeit. Hierna nam hij afscheid van de topsport.